# 피에르 칼룰루
피에르 카제예 롬멜 칼룰루 캬텡와(프랑스어: Pierre Kazeye Rommel Kalulu Kyatengwa, 2000년 6월 5일 ~ )는 프랑스의 축구 선수이다. 포지션은 수비수이며, 현재 이탈리아 세리에 A의 유벤투스에서 뛰고 있다.